# 207 a. C.
El año 207 a. C. fue un año del calendario romano prejuliano. En el Imperio Romano, fue conocido como el año 547 Ab Urbe condita.

## Acontecimientos

### República Romana
- El general romano Cayo Claudio Nerón lucha una batalla de final incierto con el general cartaginés Aníbal en Grumento. Nerón es incapaz de detener el avance de Aníbal sobre Canusio. No obstante, rápidamente avanza las partes de élite de su ejército alrededor de cien kilómetros al norte para reforzar el ejército de Marco Livio Salinator.
- La Batalla del Metauro, celebrada cerca del río Metauro en Umbría, es una batalla decisiva durante la segunda guerra púnica entre Roma y Cartago. Los cartagineses son comandados por el hermano de Aníbal, Asdrúbal Barca, y los ejércitos romanos son guiados por los cónsules Marco Livio Salinator y Cayo Claudio Nerón. El ejército cartaginés es derrotado por los romanos y Asdrúbal muere en la batalla. Esta gran pérdida cartaginesa pone fin a las esperanzas de Aníbal de triunfar en Italia.

### Hispania romana
- Fundación de Itálica.[1]

## Fallecimientos
- Asdrúbal Barca, militar cartaginés, hermano de Aníbal Barca.